# Міркування здорового глузду
У штучному інтелекті (ШІ) міркува́ння здоро́вого глу́зду (англ. commonsense reasoning) — це подібна до людської здатність робити припущення щодо характеру й сутності звичайних ситуацій, з якими люди стикаються щодня. До цих припущень належать судження про природу фізичних об'єктів, таксономічні властивості, та наміри людей. Пристрій, що демонструє міркування здорового глузду, міг би бути здатним робити висновки, подібні до людської народної психології (вроджена здатність людини до міркування щодо поведінки та намірів людей) та наївної фізики (природного розуміння фізичного світу людиною).

## Визначення та характеристики
До деяких визначень та характеристик здорового глузду від різних авторів належать:
- «Знання здорового глузду охоплює базові факти про події (включно з діями) та їхні наслідки, факти про знання та способи його отримування, факти про переконання та бажання. Воно також охоплює базові факти про матеріальні об'єкти та їхні властивості.»[3]
- «Знання здорового глузду відрізняється від енциклопедичних знань тим, що стосується загальних знань, а не деталей про конкретні об'єкти.»[4]
- Знання здорового глузду — це «знання про реальний світ, яке може бути основою для автоматичного збирання та інтерпретування додаткових знань».[5]
- Світ здорового глузду складається з «часу, простору, фізичних взаємодій, людей тощо».[1]
- Здоровий глузд — це «всі знання про світ, які ми сприймаємо як належне, але зрідка висловлюємо вголос».[6]
- Здоровий глузд — це «широко застосовувані фонові знання, не специфічні для якоїсь окремої галузі… знання, які ви повинні мати».[7]

Професор Нью-Йоркського університету Ернест Девіс характеризує знання здорового глузду як «те, що знає про світ типова семирічна дитина», включно з фізичними об'єктами, речовинами, рослинами, тваринами й людським суспільством. Воно зазвичай виключає книжкові знання, спеціалізовані знання та знання традицій, але іноді містить знання про ці теми. Наприклад, знання, як грати в карти, є спеціалізованим знанням, а не «знанням здорового глузду», але знання про те, що люди грають у карти задля розваги, належить до «знань здорового глузду».

## Проблема міркування здорового глузду

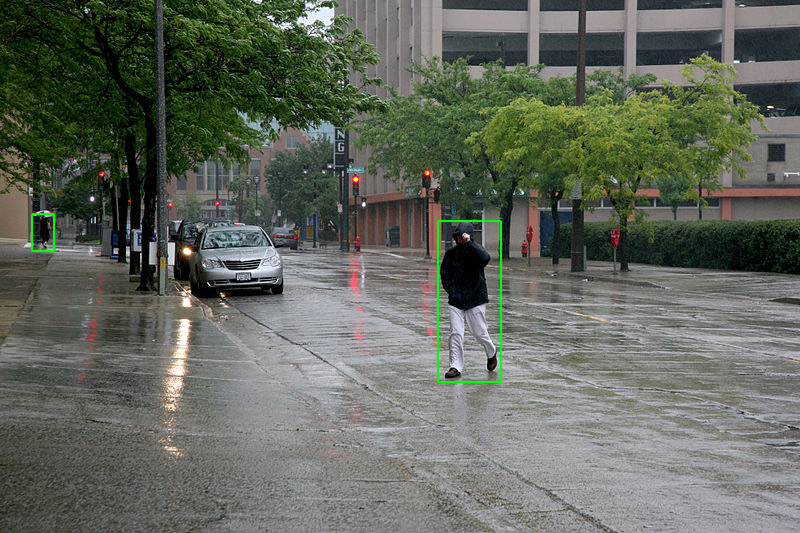
Система самокерованого авто може використовувати нейронну мережу, щоби визначати, які частини зображення ймовірно відповідають попереднім тренувальним даним про пішоходів, і моделювати ці області як повільно рухомі, але дещо непередбачувані прямокутні призми, яких потрібно уникати.

У порівнянні з людьми наявному ШІ бракує кількох особливостей людського міркування здорового глузду; найпомітіше, що люди мають потужні механізми для міркування щодо «наївної фізики», такої як простір, час і фізичні взаємодії. Це дозволяє навіть маленьким дітям легко робити висновки, наприклад, «Якщо я покочу цю ручку зі столу, вона впаде на підлогу». Люди також мають потужний механізм «народної психології», який допомагає їм інтерпретувати речення природною мовою, як-от «Міські депутати відмовили демонстрантам у дозволі, оскільки вони виступають за насильство». (Звичайному ШІ часто складно визначити, хто саме нібито виступає за насильство — міські депутати, чи демонстранти.) Відсутність «загальних знань» означає, що ШІ часто робить інші помилки, ніж люди, і ці помилки можуть здаватися незрозумілими. Наприклад, наявні самокеровані автомобілі не можуть міркувати про положення чи наміри пішоходів так само, як це роблять люди, і натомість задля уникнення нещасних випадків повинні використовувати нелюдські способи міркування.
До суміжних підтем міркування здорового глузду належать кількості та вимірювання, час і простір, фізика, напрям думок, суспільство, плани й цілі, а також дії та зміни.

## Проблема знань здорового глузду
Проблема знань здорового глузду — поточний проєкт у сфері штучного інтелекту щодо створення бази даних, яка містить загальні знання, що ними володіє більшість людей, подані у вигляді, доступному для програм штучного інтелекту, які використовують природну мову. Через широку сферу охоплення знань здорового глузду цю проблему вважають однією з найскладніших у дослідженнях штучного інтелекту. Щоби виконувати будь-яке завдання так, як це зробив би людський розум, машина має виглядати такою ж розумною, як і людина. До таких завдань належать розпізнавання об'єктів, машинний переклад та інтелектуальний аналіз текстів. Для їх виконання машина має бути обізнаною з тими же поняттями, які розпізнає особа, що володіє знаннями здорового глузду.

## Здоровий глузд в інтелектуальних завданнях
1961 року Бар-Гіллель вперше обговорив необхідність і значення практичних знань для обробки природної мови в контексті машинного перекладу. Деякі неоднозначності розв'язуються за допомогою простих і легко доступних правил. Інші вимагають широкого усвідомлення навколишнього світу, а отже, потребують більше знань здорового глузду. Наприклад, коли машину використовують для перекладу тексту, виникають проблеми неоднозначності, які можливо було би легко розв'язувати через досягнення конкретного і правильного розуміння контексту. Онлайн-перекладачі часто розв'язують неоднозначності, використовуючи аналогічні або схожі слова. Наприклад, при перекладі речень «Електрик працює» та «Телефон працює» німецькою машина правильно перекладає «працює» у значенні «займатися роботою» в першому випадку і як «функціонує належним чином» у другому. Машина бачила й читала в корпусі текстів, що німецькі слова для «займатися роботою» та «електрик» часто вживаються в поєднанні й перебувають близько одне до одного. Те ж саме стосується слів «телефон» і «функціонувати належним чином». Проте статистичний підхід, який працює в простих випадках, часто зазнає невдачі у складних. Наявні комп'ютерні програми виконують прості мовні завдання, маніпулюючи короткими фразами або окремими словами, але не намагаються досягти глибшого розуміння й зосереджуються на короткострокових результатах.

### Комп'ютерне бачення
Проблеми такого штибу виникають у комп'ютерному баченні. Наприклад, при перегляді фотографії ванної кімнати деякі предмети, маленькі й лише частково видимі, як-от рушнички для обличчя чи пляшечки, можливо розпізнати завдяки навколишнім об'єктам (унітаз, раковина, ванна), які вказують на призначення кімнати. Визначити ці предмети у відокремленому зображенні було би складно.
Фільми виявляються ще складнішими завданнями. Деякі з них містять сцени та моменти, які неможливо зрозуміти, просто порівнюючи із запам'ятованими шаблонами зображень. Наприклад, щоби зрозуміти контекст фільму, глядачеві потрібно робити висновки про наміри персонажів та припущення залежно від їхньої поведінки. На сучасному рівні останніх досягнень неможливо створити та керувати програмою, яка виконувала би такі завдання як міркування, наприклад, передбачування дій персонажів. Максимум, що можливо зробити, — це визначати базові дії та відстежувати персонажів.

### Роботизовані дії
Необхідність і важливість міркування здорового глузду в автономних роботах, які працюють у реальному неконтрольованому середовищі, очевидні. Наприклад, якщо робот запрограмований виконувати завдання офіціанта на коктейльній вечірці, і бачить, що бокал, який він взяв, тріснутий, робот-офіціант не повинен наливати рідину до цього бокалу, а натомість узяти інший. Такі завдання здаються очевидними для людини, що володіє простим здоровим глуздом, але забезпечити уникання таких помилок роботом — складне завдання.

## Успіхи в автоматизованому міркуванні здорового глузду
Значного прогресу в галузі автоматизованого міркування здорового глузду досягнуто в таких сферах як таксономічне міркування, міркування про дії та зміни, а також міркування щодо часу. Кожна з цих сфер має добре визнану теорію для широкого діапазону висновування здорового глузду.

### Таксономічне міркування
Таксономія — це сукупність особин, категорій та їхніх відношень. Існують три основні типи відношень:
- Особина є примірником категорії. Наприклад, особина Цвірінькун є примірником категорії дрізд.
- Одна категорія є підмножиною іншої. Наприклад, категорія дрізд є підмножиною каегорії птах.
- Дві категорії є взаємовиключними. Наприклад, категорія дрізд взаємовиключна з категорією з пінгвін.

Одним із типів висновування у таксономії є транзитивність. Оскільки Цвірінькун є примірником категорії дрізд, а категорія дрізд є підмножиною категорії птах, з цього випливає, що Цвірінькун є примірником категорії птах. Інший тип висновування — успадковування. Оскільки Цвірінькун є примірником категорії дрізд, яка є підмножиною категорії птах, а категорія птах має властивість уміє літати, з цього випливає, що Цвірінькун і дрізд мають властивість уміє літати.
При класифікуванні абстрактніших категорій визначення й обмеження конкретних категорій стає проблематичнішим. У програмах ШІ часто використовують прості таксономічні структури. Наприклад, WordNet — це ресурс, який містить таксономію, елементи якої є значеннями англомовних слів. Системи розроблення інтернету (англ. web mining), що збирають знання здорового глузду з вебдокументів, зосереджуються на таксономічних відносинах, зокрема на збиранні таксономічних відношень.

### Дія та зміна
Ще однією складовою міркування здорового глузду є теорія дій, подій і змін. Існують усталені методи міркування для областей, які задовольняють наступні обмеження:
- Події атомарні, тобто відбувається одна подія за раз, і міркування повинно враховувати стан і умови світу на початку і в кінці конкретної події, але не протягом станів, коли ще наявні ознаки триваючих змін (перебігу).
- Кожна зміна є результатом певної події.
- Події детерміновані, тобто стан світу наприкінці події визначається станом світу на початку та специфікацією події.
- Існує єдиний діяч, і всі події є його діями.
- Відповідний стан світу на початку або відомий, або його можливо обчислити.

### Часове міркування
Часове міркування (англ. temporal reasoning) — це здатність робити припущення щодо знань людей про часи, тривалості й інтервали часу. Наприклад, якщо людина знає, що Моцарт народився після Гайдна й помер раніше за нього, вона може використати знання часового міркування, щоби виснувати, що Моцарт помер у молодшому віці, ніж Гайдн. Висновування в таких ситуаціях зводяться до розв'язування систем лінійних нерівностей.
Поєднання такого типу міркування з конкретними цілями, як-от інтерпретуванням природної мови, є складнішим завданням, оскільки вирази природної мови мають контекстно-залежну інтерпретацію. Прості завдання, як-от призначування часових міток процедурам, неможливо здійснювати з повною точністю.

### Якісне міркування
Якісне міркування (англ. qualitative reasoning) — це форма міркування здорового глузду, яку аналізують із певним успіхом. Вона стосується напрямку змін у взаємопов'язаних величинах. Наприклад, якщо ціна акцій зростає, кількість акцій, які буде продано, зменшуватиметься. Якщо в певній екосистемі є вовки та ягнята, і кількість вовків зменшується, рівень смертності ягнят також зменшиться. Цю теорію вперше сформулював Йоган де Клір, який аналізував об'єкт, що рухається американськими гірками.
Теорію якісного міркування застосовують у багатьох сферах, як-от фізиці, біології, інженерії, екології тощо. Вона слугує основою для багатьох практичних програм, аналогічного зіставлення, розуміння текстів.

## Виклики в автоматизуванні міркування здорового глузду
Станом на 2014 рік існують комерційні системи, які намагаються зробити використання міркування здорового глузду суттєвим. Проте вони використовують статистичну інформацію як заміну знань здорового глузду, без власне міркування. Поточні програми маніпулюють окремими словами, а не намагаються досягти чи запропонувати глибшого розуміння. За словами Ернеста Девіса та Ґері Маркуса, створенню задовільного «міркувальника здорового глузду» заважають п'ять основних перешкод.
- По-перше, деякі з областей, залучених у міркування здорового глузду, зрозумілі лише частково. Люди далекі від повного розуміння таких областей як комунікація і знання, міжособистісні взаємодії та фізичні процеси.
- По-друге, ситуації, які здаються легко передбачуваними або очевидними, можуть мати логічну складність, яку людське знання здорового глузду не охоплює. Деякі аспекти подібних ситуацій вивчаються та добре зрозумілі, але існує багато відношень, які залишаються невідомими навіть у принципі, і невідомо, як їх можливо було би подати у вигляді, придатному для використання комп'ютерами.
- По-третє, міркування здорового глузду включає вірогідне міркування(інші мови)[24] (англ. plausible reasoning). Воно вимагає доходження до розсудливого висновку, виходячи з того, що вже відомо. Вірогідні міркування вивчали багато років, і є багато теорій, які включають імовірнісне міркування та немонотонну логіку. Вони набувають різних форм, зокрема використання ненадійних даних і правил, чиї висновки іноді не є певними.
- По-четверте, існує багато областей, у яких невелика кількість прикладів є надзвичайно частою, тоді як існує величезна кількість дуже рідкісних прикладів.
- По-п'яте, при формулюванні припущень складно розпізнати чи визначити рівень абстракції.

У порівнянні з людьми, станом на 2018 рік наявні комп'ютерні програми демонструють вкрай низькі результати на сучасних еталонних перевірках «міркування здорового глузду», як-от Winograd Schema Challenge. Задачу досягнення компетентності людського рівня у завданнях зі «знаннями здорового глузду» розглядають як, можливо, ШІ-повну (тобто її розв'язання вимагало би здатності синтезувати інтелект людського рівня). Деякі дослідники вважають, що для створення сильного штучного інтелекту, здатного до міркування здорового глузду, даних для керованого навчання недостатньо, тому вони звертаються до менш керованих методів навчання.

## Підходи та методики
Дослідження міркування здорового глузду поділяється на підходи на основі знань, та підходи, які ґрунтуються на машинному навчанні на і з використанням великих корпусів даних, причому взаємодія між цими двома типами підходів обмежена [джерело?]. Також існують підходи, що використовують краудсорсинг, метою яких є побудова бази знань через залучення колективних знань і внеску некваліфікованих людей. Підходи на основі знань можливо відокремити до  підходів на основі математичної логіки [джерело?].
У підходах на основі знань експерти аналізують характеристики висновувань, потрібні для міркування в певній галузі або для певного завдання. Вони складаються з математично обґрунтованих підходів, неформальних підходів на основі знань, та великомасштабних підходів. Математично обґрунтовані підходи суто теоретичні, й результатом є друкована стаття, а не програма. Робота обмежується діапазоном областей і методик міркування, які аналізують. У неформальних підходах на основі знань теорії міркування ґрунтуються на анекдотичних даних та інтуїції, що є результатами емпіричної психології поведінки. Неформальні підходи поширені в програмуванні. Дві інші популярні методики виділяння знань здорового глузду з інтернету це розроблення інтернету (англ. web mining) та краудсорсинг.
COMET (2019), що використовує як архітектуру мовної моделі GPT OpenAI, так і наявні бази знань здорового глузду, як-от ConceptNet, претендує на породжування висновків здорового глузду на рівні, близькому до людських еталонів. Проте, як і багато інших сучасних підходів, COMET занадто залежить від поверхневих мовних шаблонів, і вважають, що йому бракує глибокого розуміння багатьох понять здорового глузду на людському рівні. До інших підходів на основі мовних моделей належать тренування на наочних сценах замість лише тексту, та тренування на текстових описах сценаріїв, пов'язаних із фізикою здорового глузду.